# Бруншка Гора
Бруншка Гора (словен. Brunška Gora) — поселення в общині Радече, Савинський регіон, Словенія. Висота над рівнем моря: 453,5 м.